# الدائرة العسكرية السعودية
منذ مطلع القرن العشرين، تطورت المؤسسة العسكرية السعودية بشكل أوسع، وأرتبط تطور نظام الأركان بتطور الدولة الحديثة نفسها؛ فأصبح كل فرد محارب، أي يحمل السلاح ويتدرب ثم يمضي إلى المعركة ويقاتل، وكل جندي بين الخامسة عشر والسبعين هو مقاتل، وفي الديوان كانت هناك دائرة الجهادية، وهي مسؤولة عن هؤلاء الجند وسلاحهم ومؤنهم، وقد ظلّت تعنى بشؤون أهل الجهاد حتى عام 1344ھ / 1925، عندما بدأ تنظيم الدائرة وربطها بالنيابة العامة تحت مظلة الأمور العسكرية؛ كإدارة مكلفة بمهام وأدوار محدودة على الصعيد الوطني، كأي مؤسسة عسكرية أخرى في العالم. وقد اشتمل النظام الأساسي للمملكة العربية في مادته السادسة والعشرون على ما نصه: «أن الأمور العسكرية هي عبارة عن مجموع التشكيلات التي تحفظ للمملكة قوتها ومكانتها داخلاً وخارجاً. وأن تجرى وظائف الأمور العسكرية وكل ما يتفرع منها من قبل صاحب الجلالة الملك».
ومن هذه النقطة كانت بداية مرحلة لم تشهد مثلها القوات المسلحة السعودية من قبل مثيلا حيث وضعت الخطط التي مهدت للقفزة الواسعة والنقلة الحضارية التي شملت العناية بمختلف تشكيلاتها المسلحة، البرية والبحرية والجوية، وفي جميع المجالات العسكرية الإدارية والعملياتية والفنية، كما تم توحيد الزي العسكري لكافة منسوبيها وتحديد الشارات المميزة لهم. بالإضافة إلى تحديث قيادات المناطق والأساطيل، حيث تحولت على إثرها الحاميات إلى مدن وقواعد متطورة، وكذلك أفتتحت مجموعة من المدارس والكليات والمعاهد المتخصصة. وتماشياً مع التطور والتوسع الذي حققته، رأت وكالة الدفاع أن تنشئ رئاسة لهيئة الأركان يناط بها مهام التطوير في جميع الجوانب الهامة لبناء القوة تنظيماً وتسليحاً وتدريباً وتمويناً؛ فكان ذلك في عام 1358ھ / 1939، وكان أبرز ما تم إيجاده في تلك الفترة هو تشكيل الشعب الرئيسة، التي تعرف حالياً في الجيوش النظامية باسم «الهيئات».
أعقب هذا التطور في الجيش ظهور نظام آخر للأركان في سلاح الطيران عام 1371ھ / 1952، تلى ذلك تطور نظام أركان آخر في البحرية كانت بدايته عام 1377ھ / 1957، وكان لكل منها نظام أركان خاص به، وأمّا قوات الدفاع الجوي، فقد كان ظهور الأركان فيها موازياً منذ بدايته، لنظام الأركان في الجيش، بحكم أنها كانت إحدى أسلحته المستقلة. وبعد أن شمل النظام جميع فروع الخدمة، اُنشئ معهد الضباط العظام (الأقدمين) عام 1378ھ / 1958، وتبعه انتقال الرئاسة من الطائف إلى الرياض، في عام 1379ھ / 1959، ولقد تطورت أنظمة أركان القوات المسلحة الملكية تطوراً كبيراً خلال وزارة الأمير سلطان بن عبد العزيز التي أستمرت زهاء 50 عاما، فقد أعيد تسميتها وإحداث قيادات جديدة مرتبطة برئيس الأركان العامة مع إعطائها ميزانيات مستقلة لضمان استمرار تقدمها وإعطائها المرونة لتنفيذ خططها، وكان أخرها قوات الصواريخ الاستراتيجية.